# Carlos Cherry
Carlos Cherry González (Sevilla, España, 25 de octubre de 1979) es un jugador español de baloncesto. Con una altura de 1,84 m ocupa la posición de base y juega en el Angers BC 49 de la Nationale Masculine 1.

## Trayectoria

### Inicios
Cherry se formó en la cantera del Claret de y del Caja San Fernando de Sevilla. La temporada 1997-1998 jugó en el equipo de la Liga EBA del Caja San Fernando, aunque disputó dos encuentros con el primer equipo en la ACB, debutando en la máxima competición española el 2 de noviembre de 1997 frente al Cáceres Club Baloncesto. La temporada siguiente siguió en el equipo EBA del club sevillano, pero la 1999-00 jugó en Club Baloncesto Villa Los Barrios de la Liga LEB. Ese verano participaría en el campus de verano celebrado por el Club Baloncesto Valladolid en Fuenlabrada.
Las tres temporadas siguientes también las jugaría en la LEB, la primera en el Sondeos del Norte de La Coruña, y las dos siguientes en el Club Ourense Baloncesto, aunque en la última campaña llegó a jugar en el equipo ACB del Caja San Fernando, ya que en abril de 2003, una vez terminada la competición en la LEB, sustituyó a Sergio Sánchez.

### Su experiencia en Bulgaria
Jugó en el Caja San Fernando hasta 2006, cuando fichó por el PBC CSKA Sofía de Bulgaria. En los cuatro meses que pasó bajo la disciplina del CSKA, el jugador se convirtió en una de las piezas más importantes del equipo. Durante los 8 partidos de play-off por el título que disputó registró unas medias de 15,4 puntos y 3,9 asistencias proclamándose finalmente subcampeón de la liga Búlgara.

### Regreso a España
En 2007 regresó a España al fichar por el Club Baloncesto Granada. Su última temporada en el equipo granadino fue bastante discreta con unos números de 3,8 puntos, 1,3 asistencias y 0,9 rebotes en 12,5 minutos de juego lo que propició que al final de la temporada no renovara por el mismo.
Tras iniciar la temporada 2009/10 sin equipo, a finales de diciembre de 2009 llega a un acuerdo con el Cáceres 2016 de la LEB Oro para incorporarse a su plantilla hasta el final de temporada donde se pondría a las órdenes de Gustavo Aranzana, técnico con el que ya había coincidido durante su etapa en el Caja San Fernando.
Esa misma temporada, el jugador se convirtió en uno de los más importantes del conjunto extremeño, al que con unas medias de 13,5 puntos, 4,3 asistencias y 15,6 de valoración media por partido que le valieron para ser incluido por la FEB en la lista de los diez jugadores más destacados de la liga, ayudó a meterse en los play-off de ascenso a la liga ACB.
Disputó dos temporadas más compitiendo para el club cacereño en las que ayudó nuevamente a que el equipo alcanzara los play-off de ascenso a la ACB. En su último año como verdinegro firmó unos números de 8,6 puntos y 2,4 asistencias en los 44 partidos que disputó.
gfg dsdety yty67

### Francia
Tras especularse con su semirretirada al anunciar que la temporada 2012/13 la disputaría en las filas del CB Morón de la liga EBA, para así disponer de tiempo para dedicar a su familia y negocios personales, a finales de agosto de 2012 se anuncia su fichaje por el Quimper UJAP de la NM1, la tercera categoría en importancia del baloncesto francés. En junio de 2013 cambia de equipo en Francia y ficha por el Angers BC 49 de la NM1 también.

## Clubes
- Club Baloncesto Sevilla (EBA): 1997-1999
- Club Baloncesto Sevilla (ACB): 1997-1998
- Club Baloncesto Villa Los Barrios (LEB): 1999-2000
- Club Básquet Coruña (LEB): 2000-2001
- Club Ourense Baloncesto (LEB): 2001-2003
- Club Baloncesto Sevilla (ACB): 2003-2005
- PBC CSKA Sofia (NBL): 2006-2007
- Club Baloncesto Granada (ACB): 2007-2009.
- Cáceres Ciudad del Baloncesto (LEB Oro): 2009-2012.
- Quimper UJAP. (Nationale Masculine 1). 2012-2013.
- Angers BC 49. (Pro B). 2013- 2014.